# Дорджи Вангмо Вангчук
Королева Дорджи Вангмо Вангчук (англ. Dorji Wangmo Wangchuck) (род. 10 июня 1955 года, Нобганг (англ. Nobgang), дзонгхаг Пунакха, Бутан) — одна из четырёх жён четвёртого короля Бутана Джигме Сингье Вангчука, правившего до своего отречения в 2006 году.
Дорджи Вангмо - вторая дочь в семье Яб Угьен Дорджи (англ. Dasho Yab Ugyen Dorji), потомка ума и речи реинкарнации основателя Бутана Шабдрунг Нгаванг Намгьяла, и Юм Зуджи Зам (англ. Yum Thuiji Zam). В семье было ещё 4 сестры и 2 брата. Четверо сестёр (кроме старшей), включая и Дорджи Вангмо, вышли замуж за Джигме Сингье Вангчука в 1979 году.
Дорджи Вангмо получила образование в округе Дарджилинг Западной Бенгалии в Индии.
Дорджи Вангмо Вангчук создала и возглавляет Фонд Tarayana, который обеспечивает медицинской, образовательной и социальной поддержкой население и общины в наиболее отдаленных районах Бутана. Её Величество пишет книги, является автором книг «Сокровища громового дракона: Портрет Бутана» (англ. Treasures of the Thunder Dragon: A Portrait of Bhutan)., «Радуги и облака: Жизнь Яб Угьен Дорджи, рассказанная его дочерью». Её величество является президентом Колледжа Шерубце.
Другие три жены короля Джигме Сингье, все сёстры Дорджи Вангмо:
- Королева Церинг Пем Вангчук
- Королева Церинг Янгдон Вангчук — мать нынешнего короля Джигме Кхесар Намгьял Вангчука
- Королева Сангай Чоден Вангчук

Дорджи Вангмо имеет двоих детей:
- Принцесса Сонам Дечен Вангчук (род. 5 августа 1981 года)
- Принц Джигъел Угъен Вангчук (род. 6 июля 1984 года)

Брат королевы Сангай Нгедуп является видным политическим деятелем Бутана, занимал значительные посты в правительстве.